# تایشی سمبا
تایشی سمبا (انگلیسی: Taishi Semba؛ زادهٔ ۱۹ اوت ۱۹۹۹) بازیکن فوتبال است.
وی همچنین در تیم ملی فوتبال زیر ۱۷ سال ژاپن بازی کرده‌است.